# Kloster St. Georg (Augsburg)

Ehem. Stiftswappen und heutiges Wappen der Pfarrei St. Georg

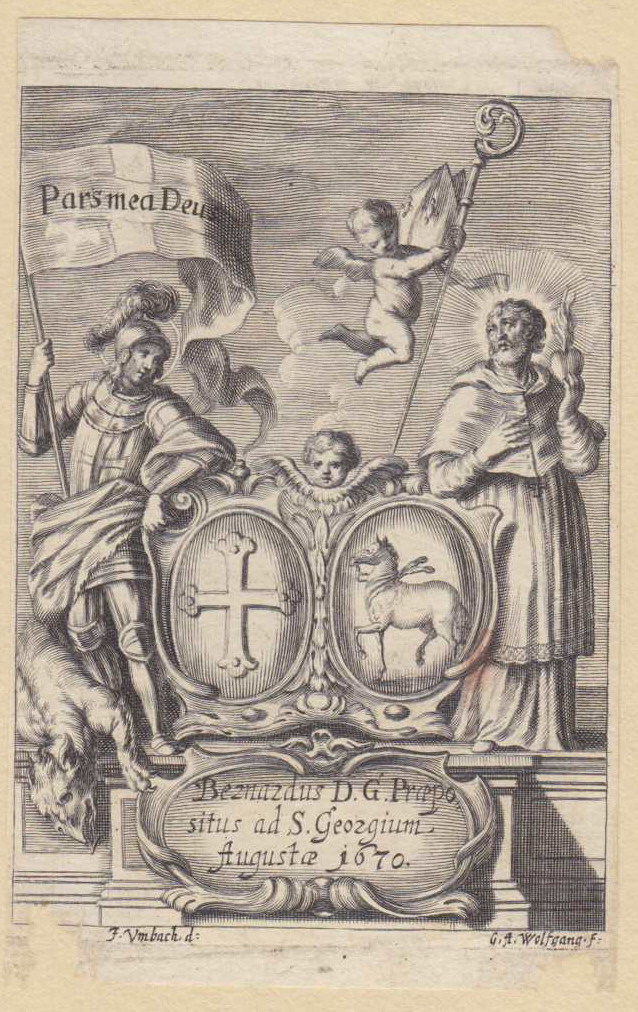
Wappen des Propstes von St. Georg Bernardus (1670)

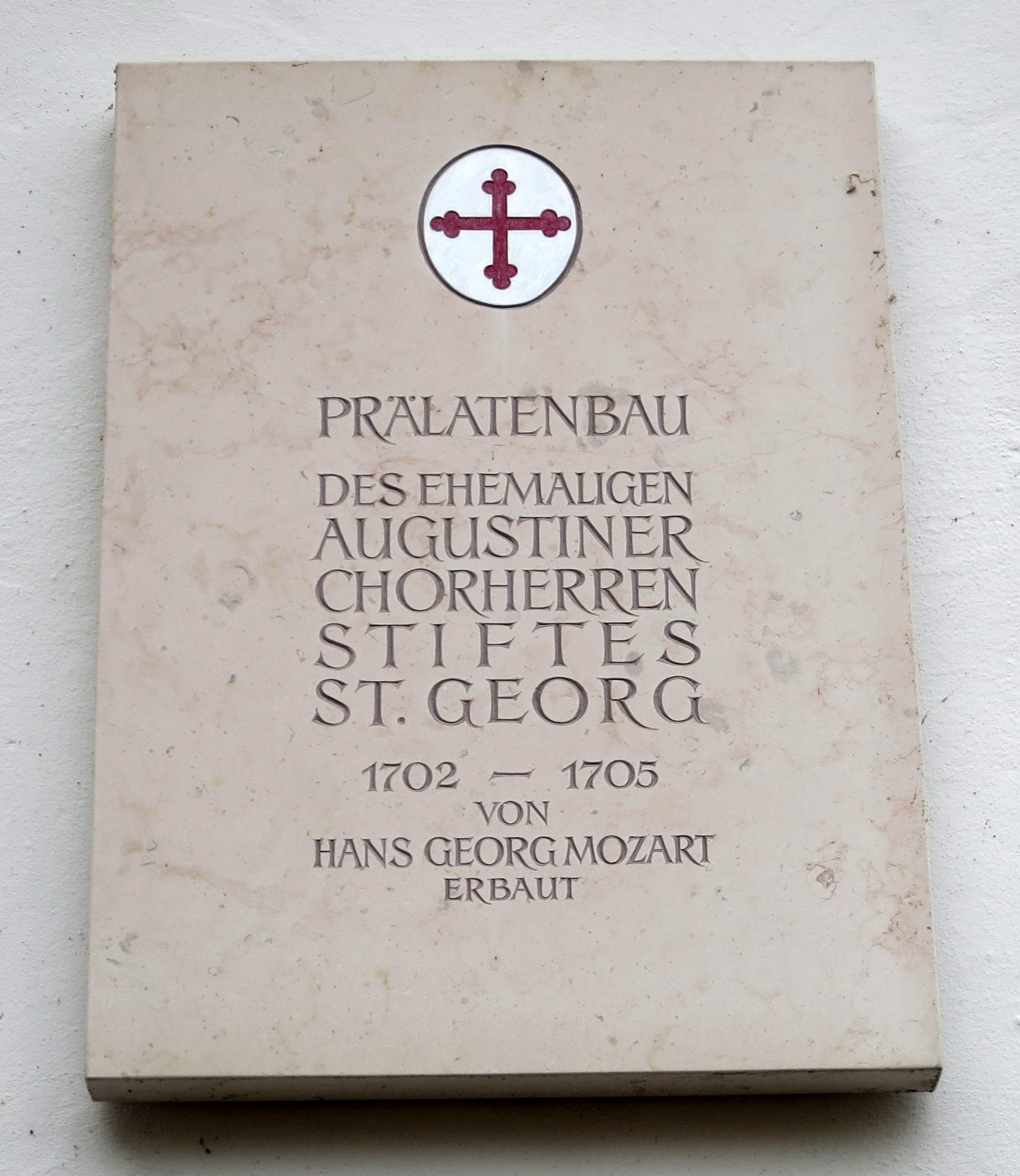
Gedenktafel für Hans Georg Mozart

Sankt Georg ist ein ehemaliges Stift der Augustiner-Chorherren in Augsburg. Es gehörte zur Diözese Augsburg und befindet sich im Norden der Augsburger Altstadt, in der Unteren Stadt im Georgs- und Kreuzviertel. Mehrere der Stiftsgebäude stehen unter Denkmalschutz (Akten-Nr. D-7-61-000-311), ebenso die ehemalige Stiftskirche und heutige römisch-katholische Stadtpfarrkirche St. Georg (D-7-61-000-312), sowie ein Ensemble ehemaliger Stiftsherrenhäuser am Ostrand des Stiftsbezirks (D-7-61-000-398).

## Geschichte
Das spätere Kloster wurde um 1070 durch Bischof Embrico von Augsburg als geistliche Kommunität an einer St. Georg geweihten Kapelle gegründet. 1135 gründeten Bischof Walter I. von Dillingen und das Augsburger Domkapitel hier ein Stift für Augustiner-Chorherren, deren neuerbaute Kirche bereits 1142 geweiht wurde. Das Recht der freien Propstwahl erlangte das Stift Mitte des 12. Jahrhunderts. Die Augustiner-Chorherren übernahmen die Seelsorge der wachsenden Vorstadt westlich des Dombezirks. 1180 bekam St. Georg einen eigenen Pfarrsprengel. Laut Urkunde vom 8. Februar 1197 soll Papst Coelestin III. die Pfarrei St. Georg persönlich gegründet haben. Neben der dem Orden vorbehaltenen Stiftskirche entstand Ende des 13. Jahrhunderts für die Pfarrgemeinde die Kapelle St. Michael. Im Zuge der Befestigungserweiterung wurde das Kloster im 14. Jahrhundert in die Stadtmauer mit einbezogen. 1525 übergab der Rat der Stadt die Kapelle St. Michael der protestantischen Gemeinde als Predigthaus. Nach dem den Katholiken vom Rat der Stadt die Religionsausübung bereits 1534 untersagt wurde, wählten die Chorherren von 1537 bis 1548 Schloss Guggenberg als Exil. Die protestantische Kapelle St. Michael wurde nach dem Wiedererhalt 1630 vom Stift devastiert. 1693 erhielt Propst Leopold Ilsung das Recht der Pontifikalien bzw. das Infulat. Seither war der Vorsteher zum Tragen von Stab und Mitra berechtigt und somit eines der höchsten geistlichen Würdenträger Augsburgs. Von 1680 bis 1705 beauftragte der Propst den Baumeister Johann Georg Mozart mit der Umgestaltung und Erweiterung des Klosters im Stil des Barock. Von 1702 bis 1705 erfolgte nach den Plänen Mozarts die Errichtung eines neuen Prälatenbaues.
Das Kloster wurde 1802 im Zuge der Säkularisation aufgelöst. Der verschuldete Konvent bestand zu diesem Zeitpunkt aus zwölf Chorherren. Erst 1806 erfolgte die völlige Räumung der Klostergebäude. St. Georg diente dann als französisches Militärlazarett und schließlich der  bayerischen Armee als Militärlazarett und Kaserne. Die Kirche wurde Stadtpfarrkirche, 1901 wurden auch die Klostergebäude in den Besitz der Pfarrei übergeben. Mit den Luftangriffen auf Augsburg in der Nacht vom 25. auf den 26. Februar 1944 wurden die ehemaligen Klostergebäude wie auch die Kirche schwer beschädigt. Der ehemalige Prälatenbau und die Konventsgebäude wurden in äußerer Form wieder hergestellt.

## Liegenschaften
Dem unter der Landeshoheit des Hochstifts Augsburg stehenden Stift gelang es nicht, eine eigene Herrschaft aufzubauen. Die Besitzungen im heutigen Landkreis Augsburg bestanden lediglich aus Streubesitz.
- Diedorf (6 Anwesen), Engelshof (1 Anwesen), Wollishausen (1 Gut), Gersthofen (4 Anwesen), Deubach (2 Anwesen), Leitershofen (13 Anwesen), Achsheim (3 Anwesen), Eggelhof (Wald), Aretsried (6 Anwesen), Bergheim (1 Anwesen), Boschorn (1 Anwesen), Breitenbronn (1 Anwesen), Brunnenmühle, Fischach (3 Anwesen), Gablingen (1 Mühle), Göggingen (12 Anwesen), Inningen (2 Anwesen), Maingründel (1 Anwesen), Mödishofen (1 Anwesen), Reitenbuch (1 Anwesen), Ried (1 Anwesen), Rommelsried (1 Anwesen), Stadtbergen (7 Anwesen), Unternerfsried (1 Anwesen), Willishausen (1 Gut), Wollbach (1 Anwesen), Anhausen (1 Anwesen)

## Gebäude
Unter Denkmalschutz stehen die folgenden Trakte des ehemaligen Stifts: Georgenstraße 12, Georgenstraße 12a, Georgenstraße 14, Georgenstraße 14b, Thommstraße 24a (ehemaliger Prälatenbau) und Thommstraße 24b.

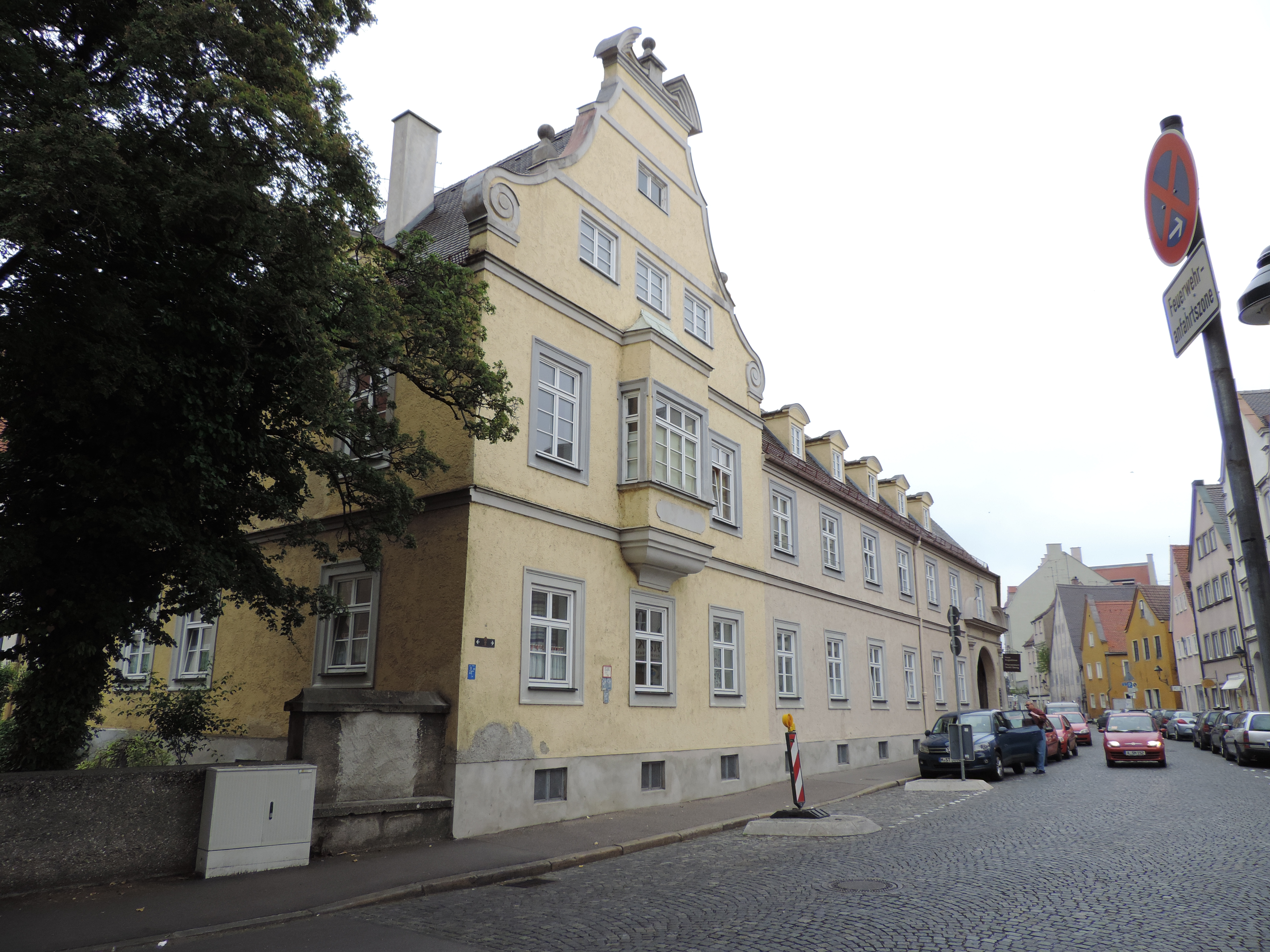
Ehemaliges Stiftsgebäude
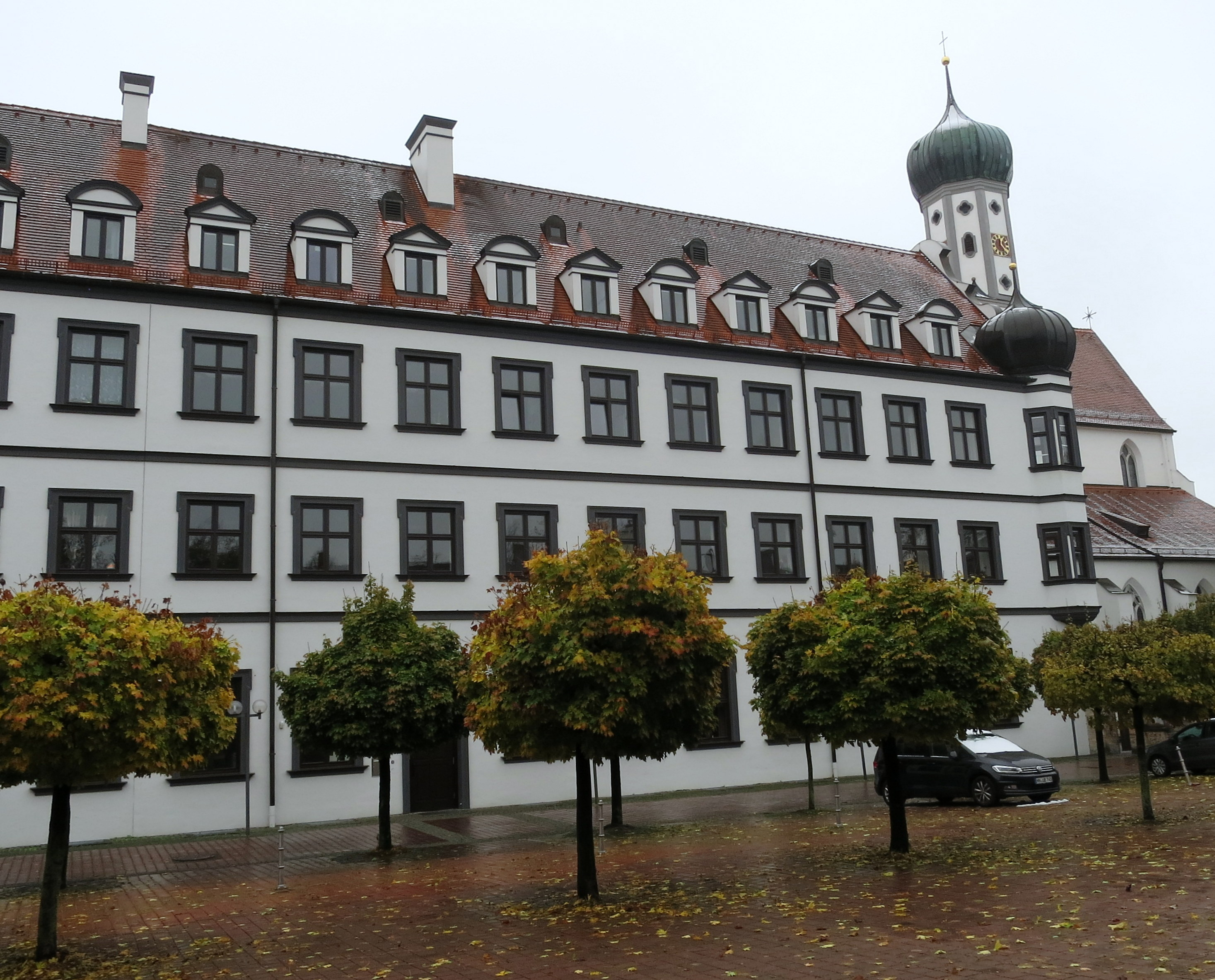
Ehemaliger Prälatenbau
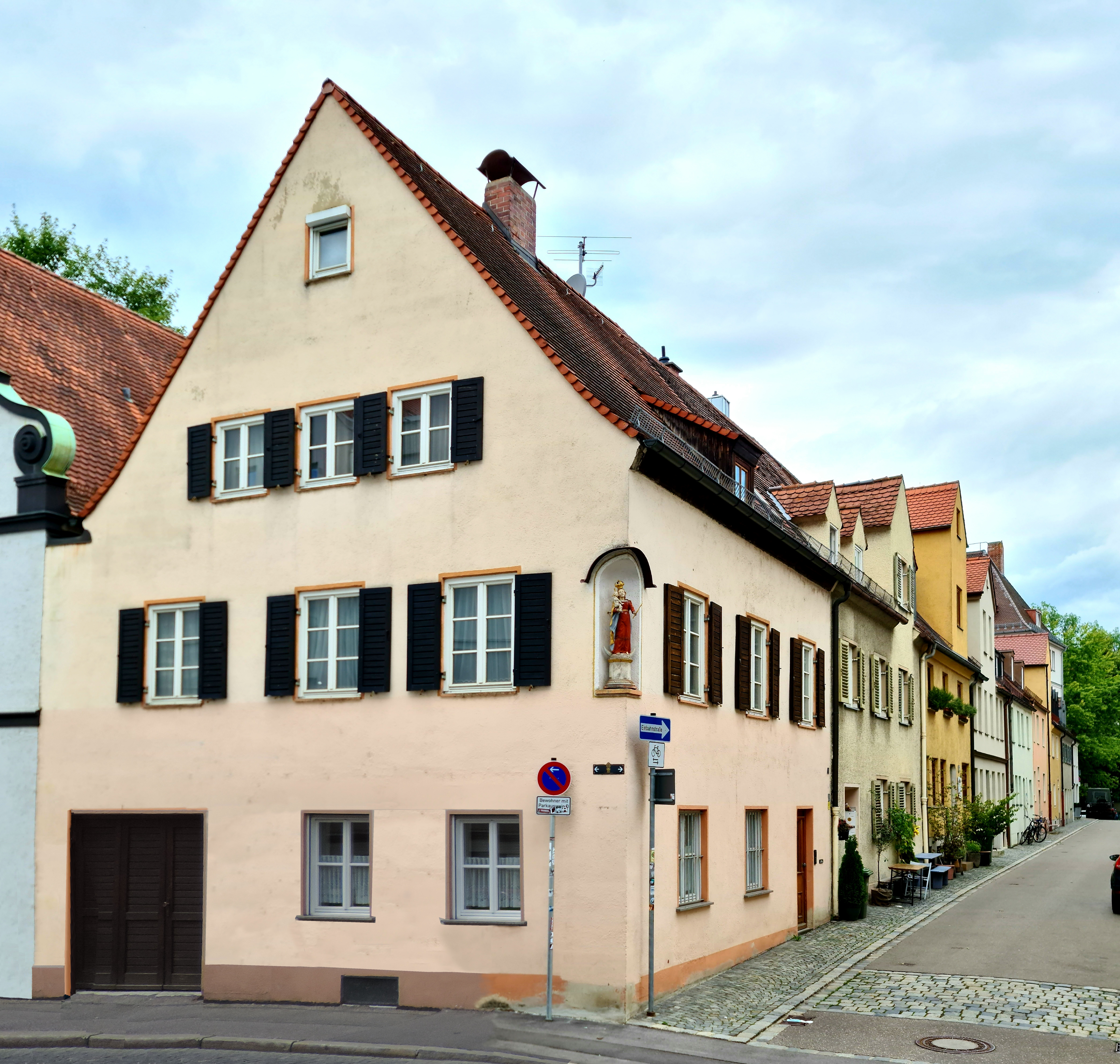
Ehemalige Stiftsherrenhäuser
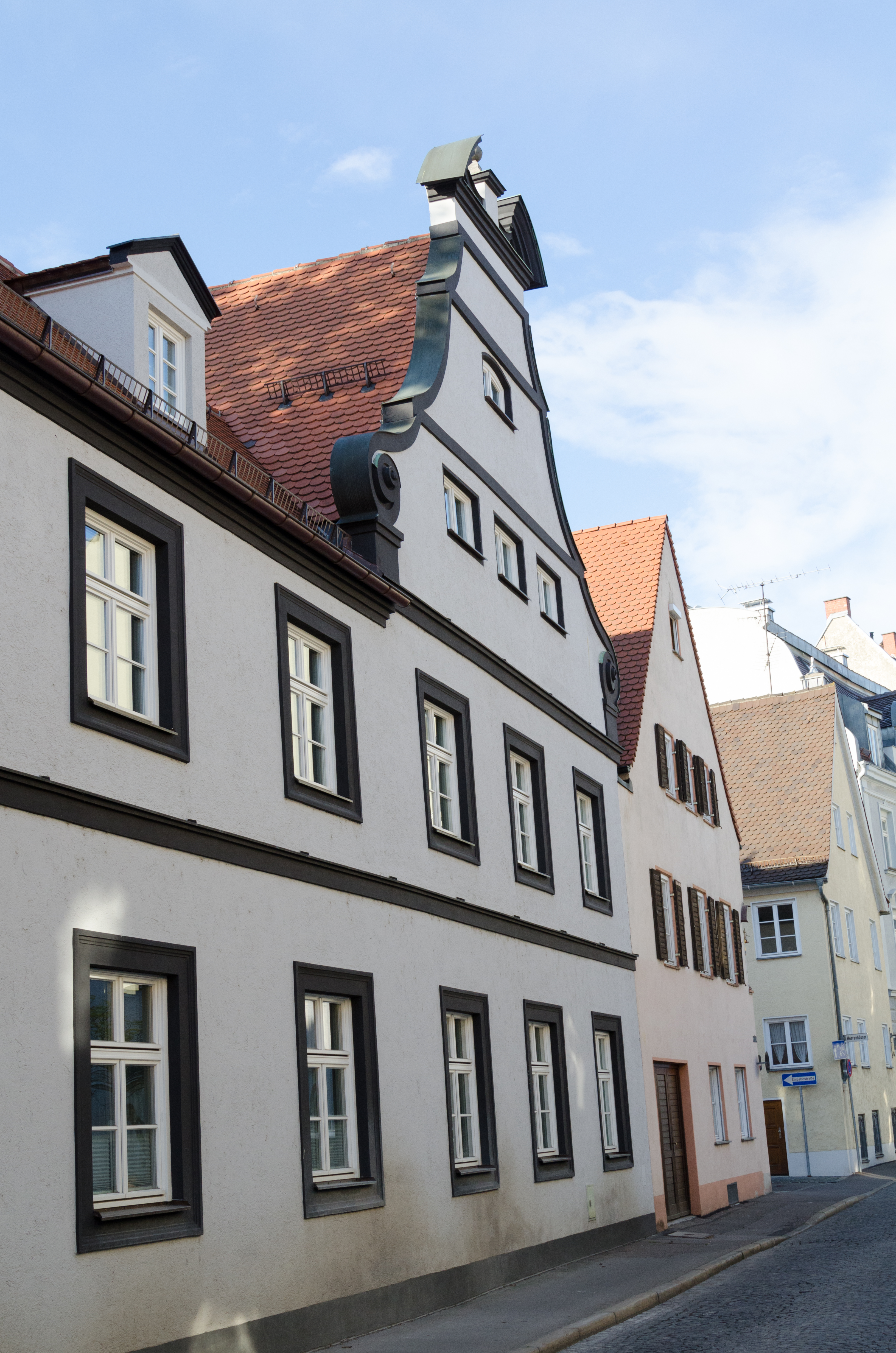
Ehemaliges Stiftsgebäude